# Grampa vs. Sexual Inadequacy
«Grampa vs. Sexual Inadequacy», llamado «El Abuelo Contra la Impotencia Sexual» en España y «El Abuelo y la Ineficiencia Romántica» en Hispanoamérica, es el décimo capítulo perteneciente a la sexta temporada de la serie animada Los Simpson, emitido originalmente el 4 de diciembre de 1994. El episodio fue escrito por Bill Oakley y Josh Weinstein, y dirigido por Wes Archer. En este episodio, Homer y el Abuelo deciden vender un tónico que sirve como afrodisíaco, pero la situación desemboca en peleas.

## Sinopsis
Homer está en su cama viendo una película protagonizada por Troy McClure, sin embargo, Marge quiere tener relaciones sexuales con su él, pero este hace caso omiso. El esposo hacerle caso al día siguiente, aunque después de un mes no sucede nada. Una noche casual, en su habitación Homer y Marge intiman hasta que son interrumpidos por Bart, que cree que hay un ovni en su ventana que resulta ser una sombrilla atorada en el árbol. Marge va y ayuda a Bart, pero al volver a la habitación con Homer, este ya está durmiendo, y le hace ver que su matrimonio se está empezando a volver monótono y rutinario. Ambos, deciden buscar la ayuda de un libro para mejorar sus relaciones.
Al llegar a la librería, ambos buscan una solución a sus problemas en la cama, y aunque Homer sugiera usar el Kama-Sutra, Marge decide que deben escuchar un audiolibro de Paul Harvey llamado "Mr. and Mrs. Erotic American" ("Señor y Señora Erotismo Norteamericano" en Hispanoamérica).
Primero, el libro les recomienda el placer a través de un baño juntos con algunas velas alrededor. Pero, debido al considerable volumen de Homer, ambos no caben en la bañera, y en un esfuerzo por entrar, el esposo rompe la llave del agua, disparando un chorro directo a Marge, apagando la vela y arruinando la velada.
La segunda cosa que les aconseja el libro es pasar una noche romántica en un motel temático de alguna carretera. Llegan a un lugar llamado "Aphrodite Inn" ("Posada Afrodita" en Hispanoamérica). El dependiente del hotel les revela que todos los cuartos están ocupados y termina dándoles la llave del cuarto de limpieza del local, siendo interrumpidos por este cuando se alojan.
Luego de destruir el audiolibro, la pareja regresa a su hogar, el cual dejaron a cargo del abuelo. Este nota el problema romántico de Homer y lo acompaña hasta el asilo de ancianos. El abuelo prepara y le da un tónico que reavivaría su relación. La efectividad del tónico da un gran resultado en Homer, quien satisface a Marge finalmente, no sin antes mandar a sus hijos al cine.
El abuelo y Homer van al centro comercial e intentan vender el tónico, el cual han nombrado "Simpson & Son Revitalizing Tonic" ("Tónico Revitalizante de Simpson e Hijo" en Hispanoamérica), donde el anciano lo publicita, funcionando bastante bien. Debido al éxito del tónico, padre e hijo deciden salir de gira alrededor del país un fin de semana para venderlo.
Luego de un fallido intento de publicidad en un pueblo de campiranos, el abuelo encuentra la vieja granja donde vivía junto a su esposa y su hijo hace treinta años, y le pide a Homer que se detenga ahí. Tras un pequeño flashback sobre el televisor, Homer se da cuenta de que su padre jamás había le dado confianza y aliento. Por su parte, el abuelo le reprocha el hecho de abandonarlo en un asilo, causando que se peleen y Abe le revela a Homer que él fue un accidente porque él se tomó el tónico hace 30 años lo cual provoco su nacimiento. Tras escuchar eso, Homer decide volver a su casa dejando al anciano solo en la carretera. 
En los días siguientes, el abuelo intenta disculparse con Homer llevándole unas rosas, pero este lo ignora. Marge intenta hacer entrar en razón a Homer, pero este le dice que su padre jamás había sido bueno con él. Naturalmente, Homer se da cuenta de que ha sido muy mal padre, haciendo que les de a Bart, a Lisa y a Maggie la atención que él supone que merecen, siendo excesiva para ellos. 
Mientras tanto, el abuelo intenta seguir vendiendo el tónico, reemplazando a Homer con Barney, sólo para continuar fracasando. Mientras Homer asiste a la vieja granja para disculparse con su padre encuentra una vieja foto donde Santa Claus visitaba a Mona y al pequeño. Homer descubre que se trataba del Abuelo disfrazado, y se da cuenta de su cariño efusivo pero sincero. Inconscientemente, Homer acerca la foto al fósforo que él mismo encendió, trata de apagar el incendio pero sólo lo empeora haciendo que la casa se incendia.  
Del otro lado de la casa, el Abuelo Simpson, harto de su tónico por su fracaso, lanza una botella del tónico a la chimenea encendida (lo cual no sabía que era inflamable), causando un incendio que consume la casa. Al reencontrarse afuera, ambos se disculpan por sus respectivos comportamientos, se abrazan y se revuelcan en el césped para apagar las llamas que se habían prendado en sus ropajes.